# Blues Pills
Blues Pills ist eine schwedische Bluesrock-Band aus Örebro. Die Band hat bislang vier Studioalben veröffentlicht.

## Geschichte

### Gründung und erste Veröffentlichungen (2011–2012)

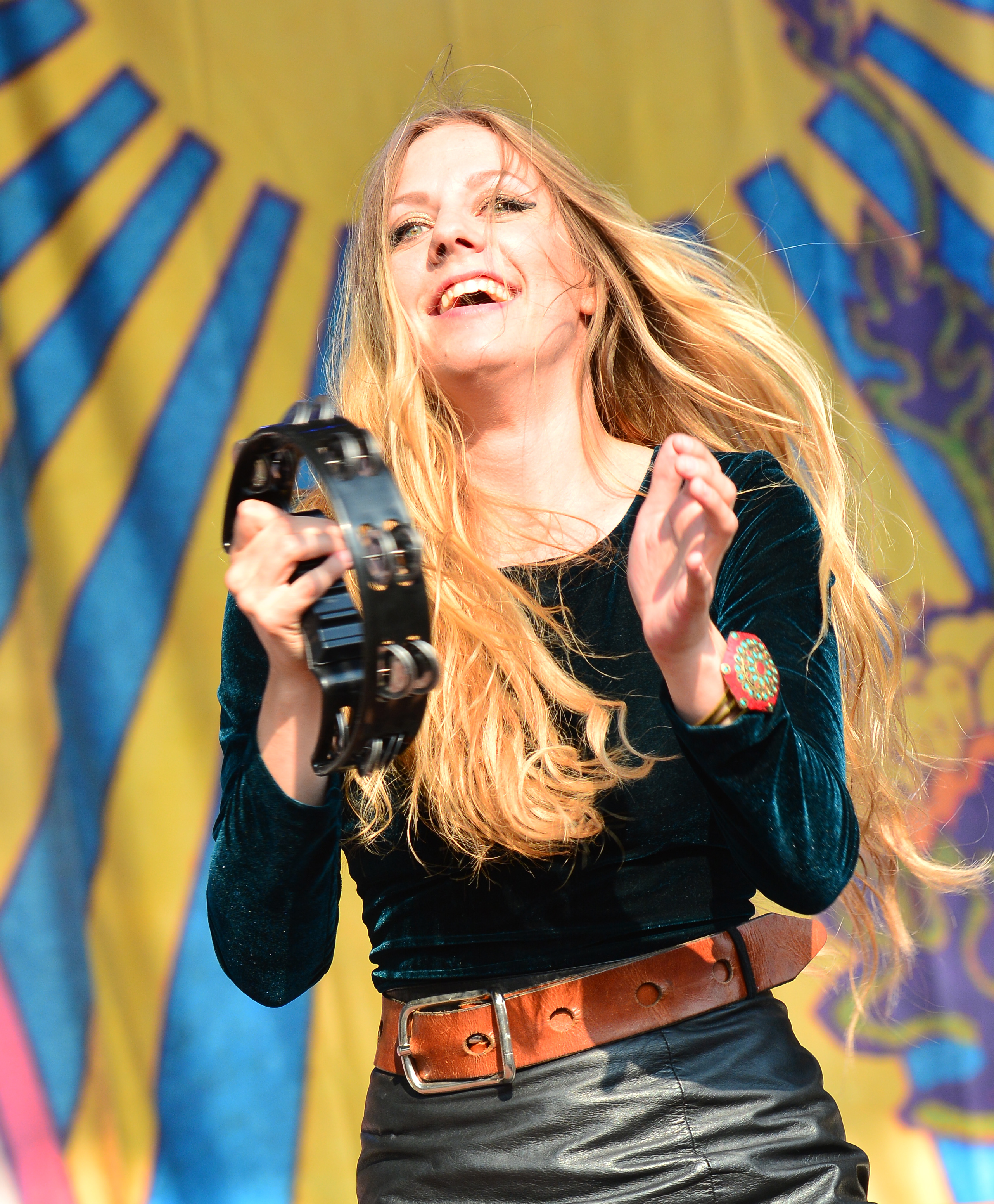
Sängerin Elin Larsson (2015)

Im Jahre 2011 spielten die aus Iowa stammenden Halbbrüder Zack Anderson (Bass) und Cory Berry (Schlagzeug) in der Band Radio Moscow und lernten in Kalifornien die schwedische Sängerin Elin Larsson kennen. In der Garage von Andersons Vater nahmen die drei Musiker zwei Lieder als Demo auf und veröffentlichten diese auf der Internetplattform YouTube. Die Musiker erhielten daraufhin von dem Plattenlabel Crusher Records ein Angebot, eine EP aufzunehmen. Außerdem wurde ihnen eine Tournee in Spanien angeboten.
Bei einer Konzertreise in Frankreich lernten Anderson und Berry den erst 16-Jährigen Gitarristen Dorian Sorriaux kennen. Sorriaux wurde von den anderen Musikern nach Örebro eingeladen und komplettierte schließlich die Band. Der Bandname stammt vom gleichnamigen Musikblog, das sich mit Undergroundmusik der 1960er und 1970er Jahre beschäftigt. Über das Plattenlabel Crusher Records wurden ein Jahr später die Debüt-EP Bliss und die 7″-Single Black Smoke veröffentlicht.

### Devil ManundLive at Rockpalast(2013–2014)

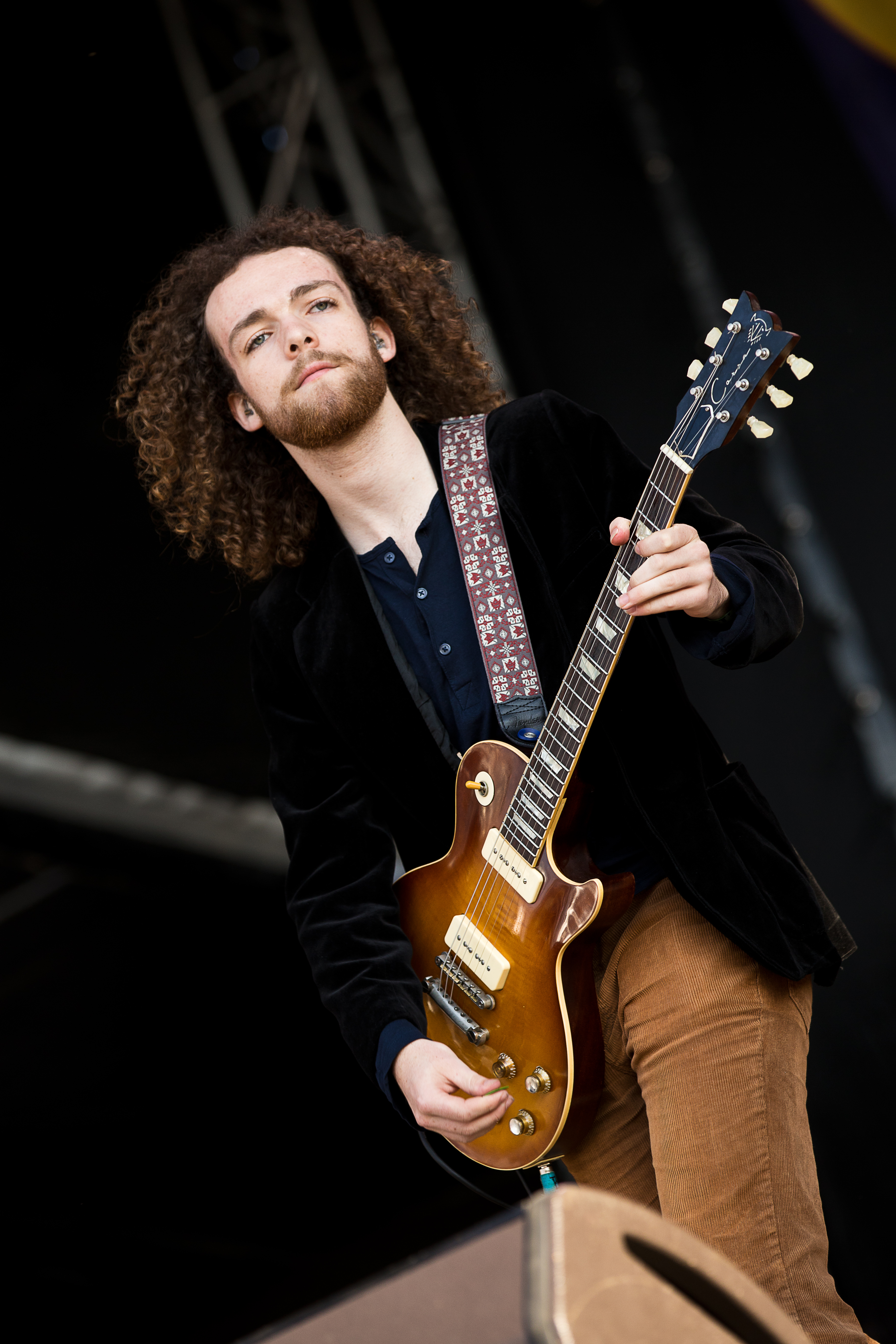
Ex-Gitarrist Dorian Sorriaux (2015)

Blues Pills spielten im Jahre 2013 zahlreiche Konzerte und traten unter anderem auf dem Desertfest und dem Roadburn Festival auf. Ende Juli 2013 wurden Blues Pills vom deutschen Plattenlabel Nuclear Blast unter Vertrag genommen. Die Musiker hatten sich ohne große Erwartungen mit einer schlichten E-Mail beim Label beworben und erhielten schließlich einen Vertrag. Im Oktober des gleichen Jahres wurde mit Devil Man die zweite EP veröffentlicht. Die EP wurde von Don Alsterberg produziert und stieß auf positive Resonanz von Seiten der Fachpresse. Die deutschen Magazine Rock Hard und Metal Hammer kürten die EP jeweils zum Demo des Monats.
Am 18. Oktober 2013 spielten Blues Pills im Rahmen des Crossroads-Festivals in Bonn. Der Auftritt wurde vom WDR für die Sendung Rockpalast aufgezeichnet. Es folgte eine Europatournee im Vorprogramm von Orchid und Scorpion Child, eine Tour durch Australien mit der deutschen Band Kadavar sowie ein Auftritt beim Festival Hammer of Doom in Würzburg. Am 28. März 2014 veröffentlichte die Band die Live-EP Live at Rockpalast mit vier Titeln des Bonner Konzerts vom Oktober 2013.

### Blues PillsundBlues Pills Live(2014–2015)

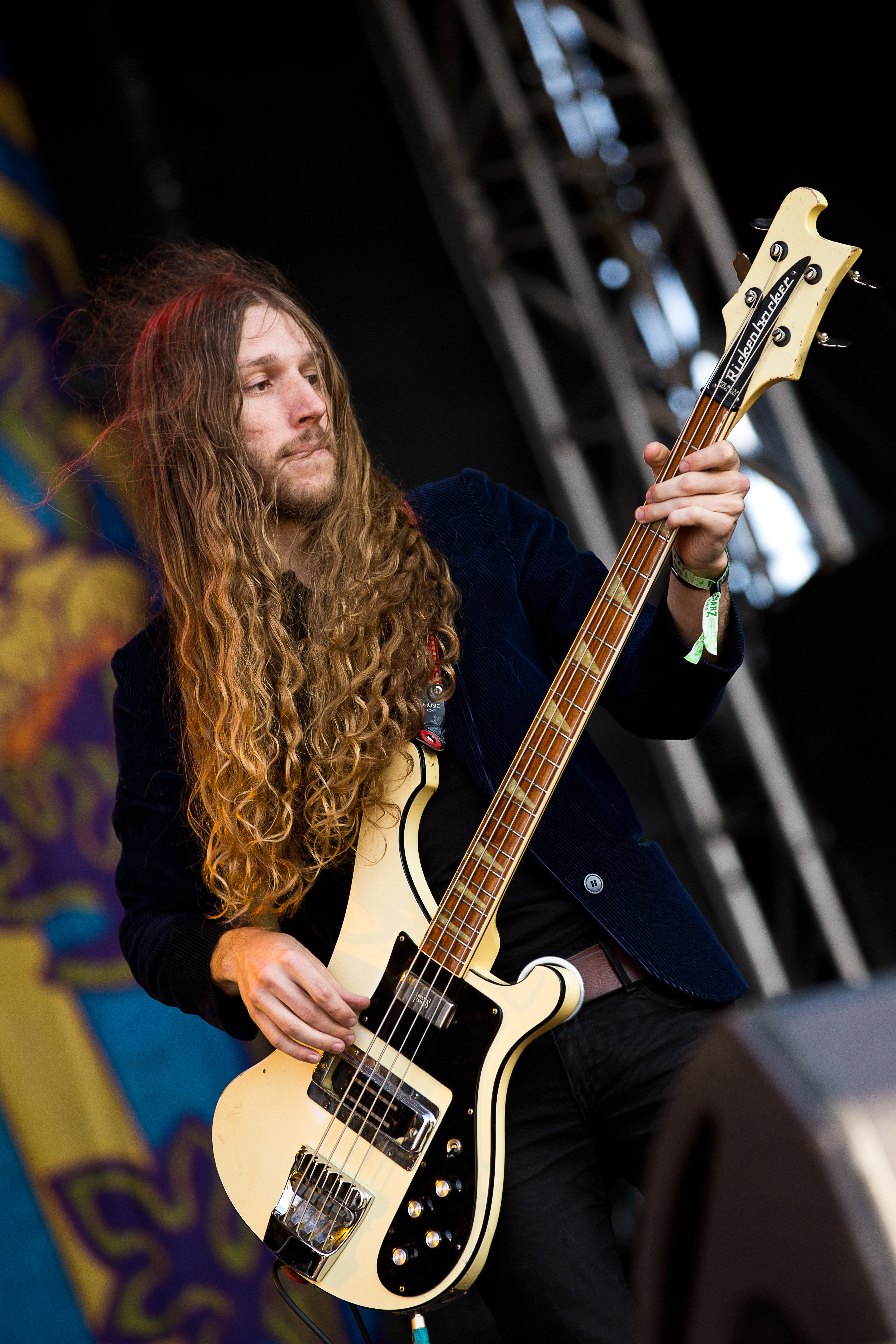
Bassist Zack Anderson (2015)

Mit dem Produzenten Don Alsterberg nahm die Band ihr selbstbetiteltes Debütalbum auf, dessen Veröffentlichung am 25. Juli 2014 erfolgte. Das Album enthält mit dem Lied Gypsy eine Coverversion eines Liedes von Chubby Checker. Darüber hinaus enthält das Album eine Bonus-DVD mit dem Auftritt der Band beim Hammer of Doom-Festival im Jahre 2013. Das Album erreichte Platz vier der deutschen und Platz zehn der Schweizer Albumcharts. Weltweit konnte die Band über 100.000 Exemplare ihre Debütalbums verkaufen.
Am 7. Juni 2014 führten Blues Pills in Schwerin das Lied Devil Man im Rahmen des Boxkampfes zwischen Jürgen Brähmer und Roberto Bolonti auf. 2014 traten Blues Pills auf Festivals wie dem Summer Breeze, dem Rock Hard Festival, dem Montreux Jazz Festival, dem Sweden Rock Festival, dem Out and Loud sowie bei den Lovely Days auf und absolvierten eine Europatournee mit The Vintage Caravan als Vorgruppe. Aus persönlichen Gründen nahm Schlagzeuger Cory Berry nicht an den Sommerkonzerten teil und wurde durch den ehemaligen Truckfighters-Schlagzeuger André Kvarnström ersetzt. Ende August gab die Band die Trennung von Berry bekannt. Gründe wurden zunächst nicht genannt. Erst zwei Jahre später erklärte Elin Larsson, dass Berry dem Stress auf Tourneen nicht gewachsen gewesen wäre. André Kvarnström wurde daraufhin zum festen Bandmitglied ernannt.
Im Dezember 2014 gingen Blues Pills als Vorband mit der kalifornischen Blues-Rock-Band Rival Sons auf Tour im Vereinigten Königreich. Die Veröffentlichung des Livealbums Blues Pills Live, das 2014 beim Freak Valley Festival mitgeschnitten wurde, erfolgte am 20. März 2015. Im Frühling 2015 fand eine weitere Europatournee mit den Truckfighters und Jex Thoth statt, bevor Blues Pills im Sommer 2015 bei den Festivals Rock am Ring, Rock im Park, dem Graspop Metal Meeting, Nova Rock, dem Download-Festival, dem Elbriot, dem Tuska Open Air Metal Festival, den Metaldays, Copenhell, Masters of Rock und dem Reload Festival auftraten.

### Lady in Gold(2016–2018)

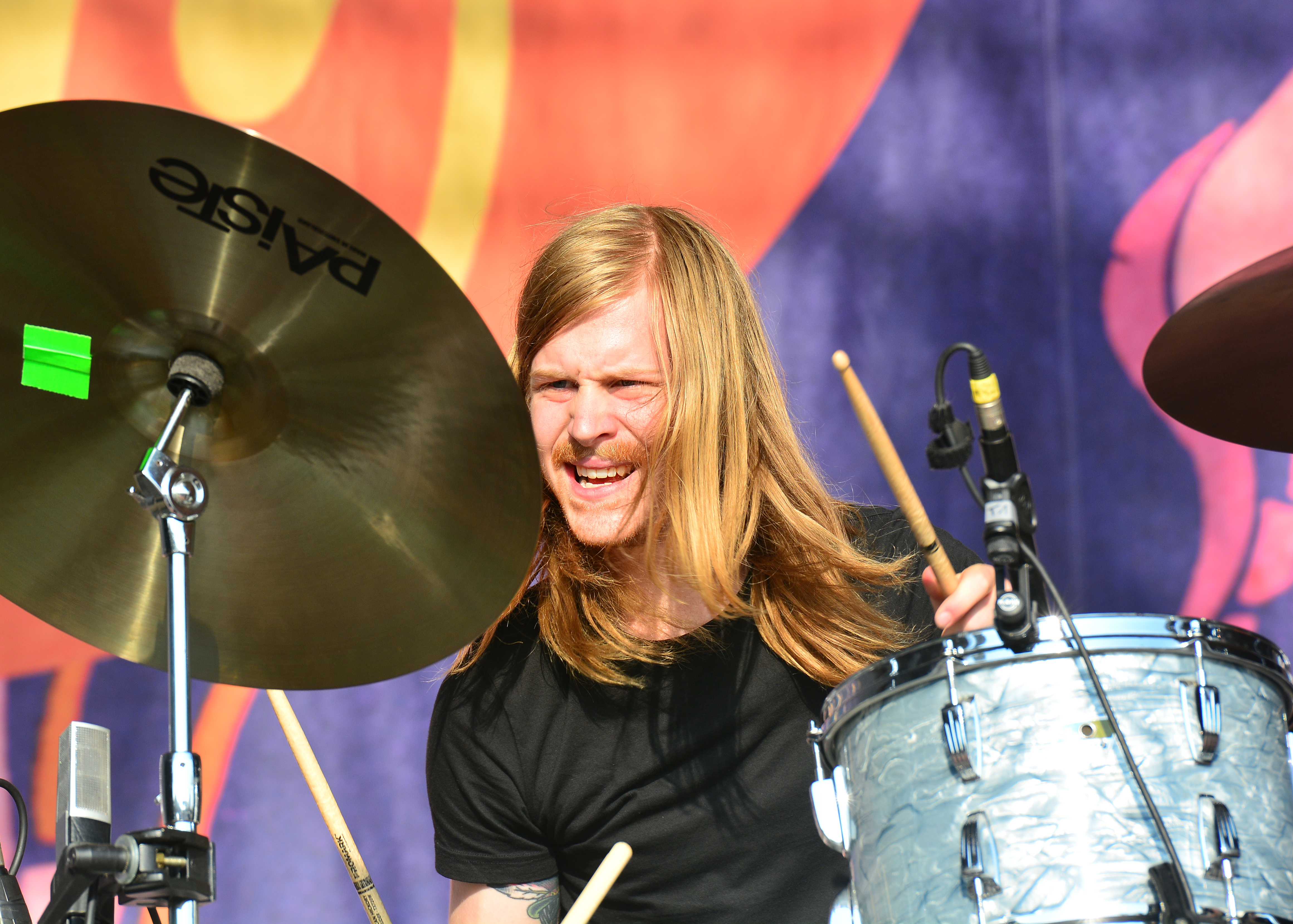
Schlagzeuger André Kvarnström (2015)

Im Februar und März 2016 ging die Band mit den Vorbands Pristine und White Miles erneut auf Europatour. Gleichzeitig arbeitete die Band an ihrem zweiten Studioalbum, das erneut von Don Alsterberg produziert wurde. Die Veröffentlichung von Lady in Gold erfolgte am 5. August 2016. Das Album enthält eine Coverversion des Liedes Elements and Things von Tony Joe White und stieg auf Platz eins der deutschen und Platz zwei der Schweizer Albumcharts ein. Nach Festivalauftritten beim Summer Breeze und dem Hurricane Festival folgte im Herbst 2016 eine Europatournee mit Kadavar und Stray Train sowie ein Auftritt beim Festival Metal Hammer Paradise. Seit dieser Tournee wird die Band von Rickard Nygren begleitet, der die Hammond-Orgel und die zweite Gitarre spielt. Im Frühjahr 2017 folgte eine weitere Europatournee, bevor im Sommer Auftritte bei Festivals wie dem Rock-Hard-Open-Air, den Metaldays, Rock of Ages, dem Taubertal-Festival, dem Open Flair und KulturPur folgten.
Bei den Metal Hammer Awards 2017 wurde Lady in Gold in der Kategorie Bestes Album nominiert. Der Preis ging jedoch an Heaven Shall Burn. Am 3. November 2017 wurde die Live-DVD Lady in Gold – Live in Paris veröffentlicht. Die DVD enthält einen Mitschnitt des Konzerts in Paris vom 30. Oktober 2016. Zuvor spielte die Band im Oktober in Norwegen mit der Band The Devil and the Almighty Blues, bevor die Blues Pills im Vereinigte Königreich zusammen mit Tax the Heat als Vorgruppe der Black Star Riders auftraten. Im Dezember folgte eine Tour durch Schweden im Vorprogramm von Europe. Am 21. November 2018 verkündete die Band die freundschaftliche Trennung vom Gitarristen Dorian Sorriaux, der nach eigenen Angaben „etwas müde von Rock-Riffs“ wäre.

### Holy Moly!undBirthday(seit 2019)

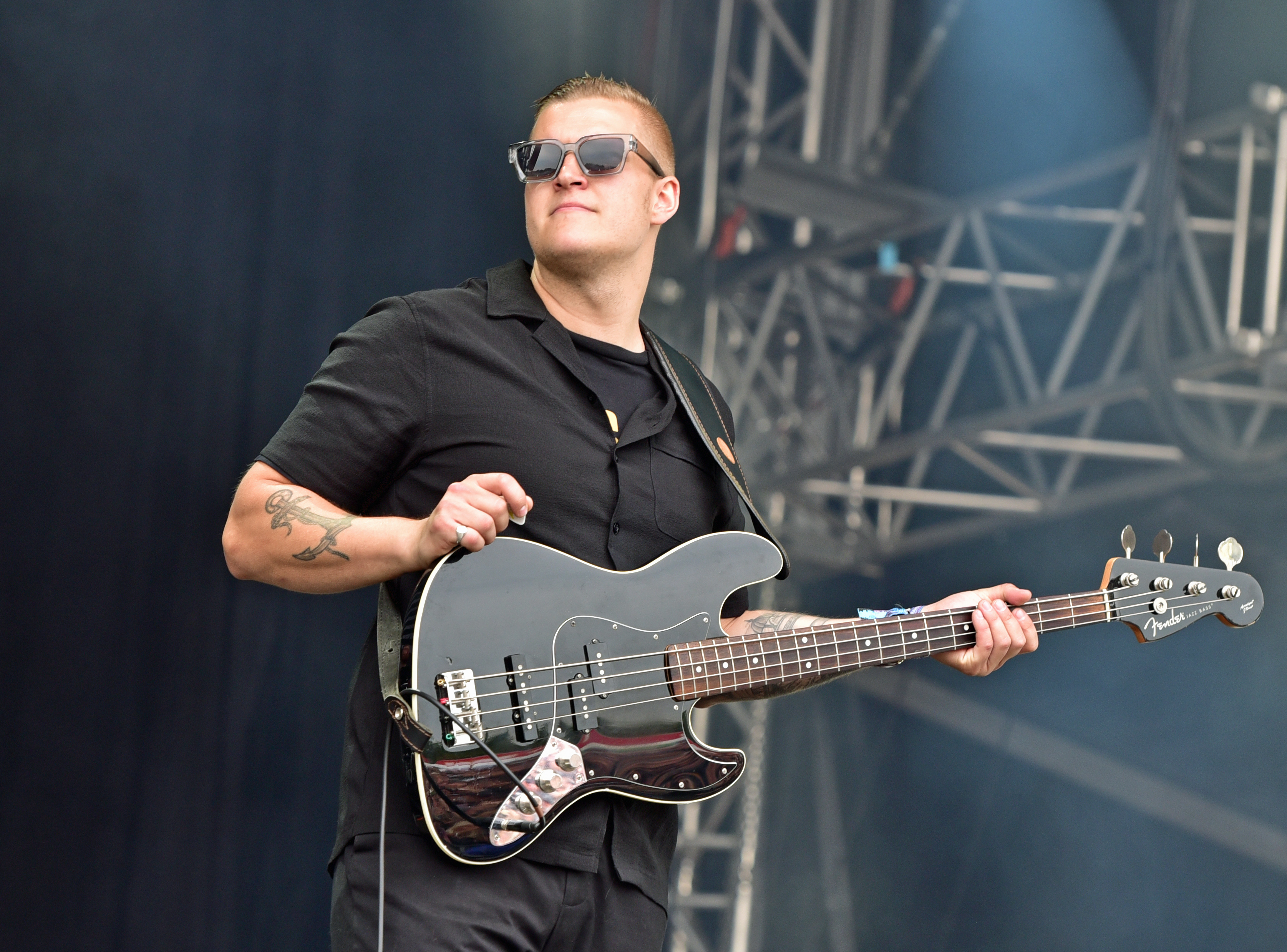
Bassist Kristoffer Schander (2024)

Die Arbeit am dritten Studioalbum wurden derweil fortgesetzt und im Oktober 2019 beendet. Für die kommenden Konzerte verpflichtete die Band den Bassisten Kristoffer Schander, während Zach Anderson an die Gitarre wechselte. Das Album Holy Moly! wurde für den 19. Juni 2020 angekündigt, allerdings musste die Veröffentlichung wegen der COVID-19-Pandemie auf den 21. August 2020 verschoben werden. Holy Moly! stieg auf Platz vier der deutschen, Platz sechs der österreichischen, Platz elf der Schweizer und Platz 89 der britischen Albumcharts ein. Durch die andauernde Pandemie konnte die Band erst wieder im Sommer 2022 auf Tournee gehen und spielte dabei auf Festivals wie dem Nova Rock, dem Download-Festival, dem Southside, dem Graspop Metal Meeting, dem Hurricane Festival und dem Hellfest.
Nach einer längeren Auszeit wechselte die Band zu Throwdown Entertainment, einem Sublabel von BMG und veröffentlichte am 2. August 2024 ihr viertes Studioalbum Birthday, das von Freddy Alexander produziert wurde. Das Album erreichte Platz zwölf der deutschen, Platz 14 der Schweizer und Platz 24 der österreichischen Albumcharts. Im Herbst 2024 tourte die Band mit Daniel Romano’s Outfit durch Europa.

## Stil
Sängerin Elin Larsson beschreibt den Stil ihrer Band als harten Bluesrock mit souligem Gesang. Bassist Zack Anderson sieht Blues Pills als Psychedelic-Soul-Band, die ihre Wurzeln im Blues hat. Als musikalische Haupteinflüsse der Band nennt Larsson klassische Rockbands wie Free, Fleetwood Mac, Grand Funk Railroad, Frumpy, November und Cactus, aber auch zeitgenössische Gruppen wie Graveyard oder Kadavar. Zu ihren gesanglichen Einflüssen zählt Larsson Big Mama Thornton, Etta James und Aretha Franklin.
Felix Patzig vom deutschen Magazin Rock Hard beschrieb den Sound der Gruppe als eine Art „Jamsession von Aretha Franklin mit der Band Led Zeppelin“. Elin Larssons Stimme wird mit der von Janis Joplin oder Aretha Franklin verglichen., während der Bass- und Gitarrensound der Band häufig an den von Ten Years After erinnert.
Die hauptsächlich von Elin Larsson und Zack Anderson verfassten Texte handeln häufig von persönlichen Gefühlen und Erlebnissen, die in den Songs verarbeitet werden. Ferner geht es in den Texten um die Suche nach der Seele, den Sinn des Lebens aber auch um die Familien und Freunde der Musiker. Okkultismus spielt für die Band keine Rolle. Laut Anderson entstehen die meisten Texte spontan.

## Diskografie
Studioalben

| Jahr | Titel Musiklabel                       | Höchstplatzierung, Gesamtwochen, AuszeichnungChartplatzierungen (Jahr, Titel, Musiklabel, Platzierungen, Wochen, Auszeichnungen, Anmerkungen) | Höchstplatzierung, Gesamtwochen, AuszeichnungChartplatzierungen (Jahr, Titel, Musiklabel, Platzierungen, Wochen, Auszeichnungen, Anmerkungen) | Höchstplatzierung, Gesamtwochen, AuszeichnungChartplatzierungen (Jahr, Titel, Musiklabel, Platzierungen, Wochen, Auszeichnungen, Anmerkungen) | Höchstplatzierung, Gesamtwochen, AuszeichnungChartplatzierungen (Jahr, Titel, Musiklabel, Platzierungen, Wochen, Auszeichnungen, Anmerkungen) | Höchstplatzierung, Gesamtwochen, AuszeichnungChartplatzierungen (Jahr, Titel, Musiklabel, Platzierungen, Wochen, Auszeichnungen, Anmerkungen) | Höchstplatzierung, Gesamtwochen, AuszeichnungChartplatzierungen (Jahr, Titel, Musiklabel, Platzierungen, Wochen, Auszeichnungen, Anmerkungen) | Anmerkungen                                                         |
| Jahr | Titel Musiklabel                       | DE | AT | CH | UK | FI | SE | Anmerkungen                                                         |
| ---- | -------------------------------------- | --- | --- | --- | --- | --- | --- | ------------------------------------------------------------------- |
| 2014 | Blues Pills Nuclear Blast              | DE4 (9 Wo.)DE | AT19 (2 Wo.)AT | CH10 (7 Wo.)CH | UK68 (1 Wo.)UK | FI21 (3 Wo.)FI | — | Erstveröffentlichung: 24. Juli 2014                                 |
| 2016 | Lady in Gold Nuclear Blast             | DE1 (7 Wo.)DE | AT12 (4 Wo.)AT | CH2 (5 Wo.)CH | UK31 (1 Wo.)UK | FI6 (3 Wo.)FI | SE27 (2 Wo.)SE | Erstveröffentlichung: 5. August 2016 # 2 der deutschen Vinylcharts  |
| 2020 | Holy Moly! Nuclear Blast               | DE4 (4 Wo.)DE | AT6 (1 Wo.)AT | CH11 (3 Wo.)CH | UK89 (1 Wo.)UK | FI24 (1 Wo.)FI | — | Erstveröffentlichung: 21. August 2020 # 6 der deutschen Vinylcharts |
| 2024 | Birthday Throwdown Entertainment (BMG) | DE12 (1 Wo.)DE | AT24 (… Wo.)AT | CH14 (1 Wo.)CH | — | — | — | Erstveröffentlichung: 2. August 2024                                |

## Auszeichnungen
Metal Hammer Awards
| Jahr | Kategorie     | für          | Resultat  |
| ---- | ------------- | ------------ | --------- |
| 2014 | Up and Coming | Blues Pills  | Nominiert |
| 2015 | Best Album    | Blues Pills  | Nominiert |
| 2017 | Best Album    | Lady in Gold | Nominiert |